# MKS Banimex Będzin
El MKS Banimex Będzin es un club de voleibol de Będzin, en el voivodato de Silesia, en Polonia, aunque juega sus partidos como local en la cercana ciudad de Sosnowiec. Actualmente juega en la Polska Liga Siatkówki, la máxima categoría del país.

## Historia
Tras varios años jugando en la I Liga, la segunda división de la Polska Liga Siatkówki, el Banimex Będzin ascendió en la temporada 2014/15. Debutó oficialmente en la PlusLiga en un partido contra el Skra Bełchatów el 4 de octubre del 2014, donde perdieron ante el actual campeón de liga. Dos meses después, Roberto Santilli se unió a la plantilla como entrenador de la misma, sustituyendo a Damian Dacewicz.